# ورمندة
وَرْمَنْدَة هو ابن الملك صِفاقس، وآخر ملوك المسيسيل. ذكر لأول مرة في عام 204 قبل الميلاد بوصفه خليفةَ أبيه الذي كان في حرب ضد ماسنيسة ملكِ المسيل.
قسمت روما مملكة والده بينه وبين مصينيسا. وأعطته هو مصيصيليا مملكة والده الاصلية.

## اسمه

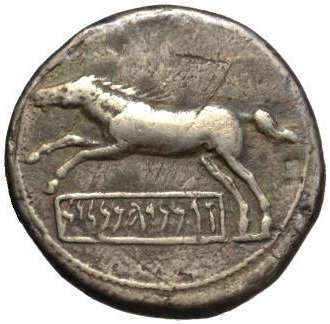
قطعة نقدية للملك ورمندة مكتوب عليها بالفينيقية «ورمنده مملكت».

ورد اسمه في قطعة نقدية تحمل في وجهٍ صورتَه، وفي الوجه المقابل صورةَ حصانٍ يعدو، وأسفله مكتوب بحروف فينيقية «ورمنده مملكت»، ومعناه بالبونيقية «مملكة ورمندة».

## شوف ثانيك
- نوميديا
- ملوك نوميديا